# (15884) Maspalomas
(15884) Maspalomas est un astéroïde de la ceinture principale.

## Description
(15884) Maspalomas est un astéroïde de la ceinture principale. Il fut découvert le 27 février 1997 à Chichibu par Naoto Satō. Il présente une orbite caractérisée par un demi-grand axe de 2,33 UA, une excentricité de 0,05 et une inclinaison de 7,1° par rapport à l'écliptique.

## Compléments